# Chris Doran
Chris Doran vann den irländska uttagningen You're A Star 2003-2004, motsvarighet till svenska Fame Factory. Chris Doran kommer ifrån staden Waterford.
Låten If my world stopped turning är skriven av bland andra före detta Westlife-medlemmen Brian McFadden och slutade på 23:e plats (näst sist) i finalen som hölls i Istanbul, Turkiet. Hemma i Irland blev låten dock en rejäl hit och Doran har blivit mycket populär.